# Ramondia palmata
Ramondia palmata là một loài dương xỉ trong họ Lygodiaceae. Loài này được Bosc mô tả khoa học đầu tiên..
Danh pháp khoa học của loài này chưa được làm sáng tỏ. 